# گیم آواردز ۲۰۲۰
جوایز بازی ۲۰۲۰ (انگلیسی: The Game Awards 2020)  نام مراسم اهدا جوایز به بهترین بازی‌های سال ۲۰۲۰ که در ۱۰ دسامبر ۲۰۲۰ برگزار می شود، است. این برنامه برای اولین بار به دلیل دنیاگیری کروناویروس به صورت زنده و بدون حضور تماشاگر توسط جف کیلی برگزار می‌شود. آخرین بازمانده از ما قسمت ۲ با ۱۱ نامزدی، بیشترین نامزدی را دریافت کرد. این مراسم که ۸۳ میلیون بیننده مجازی داشت در پایان بازی آخرین بازمانده از ما قسمت ۲ با هفت جایزه بیشترین تعداد جایزه و همچنین بهترین بازی سال اعلام شد.

## بازی های معرفی شده
در این مراسم، بازی‌هایی که قصد انتشار در آینده را دارند، به صورت پیش‌نمایش معرفی شدند که به شرح زیر است:
- پروتکل کالیستو
- آدورلد: طوفان کشنده
- عصر اژدها ۴
- دریای تنهایی (نسخه سوئیچ)
- سوپر میت بوی فور اور
- مرده شریر: بازی
- بک فور بلاد
- برادران سوپر اسمش. نهایی
- ریترنال
- دو نفر لازم است
- اسکارلت نکسز
- جاده‌های باز
- دو نفر لازم است

## جوایز
| بهترین بازی سال | بهترین کارگردانی |
| --- | --- |

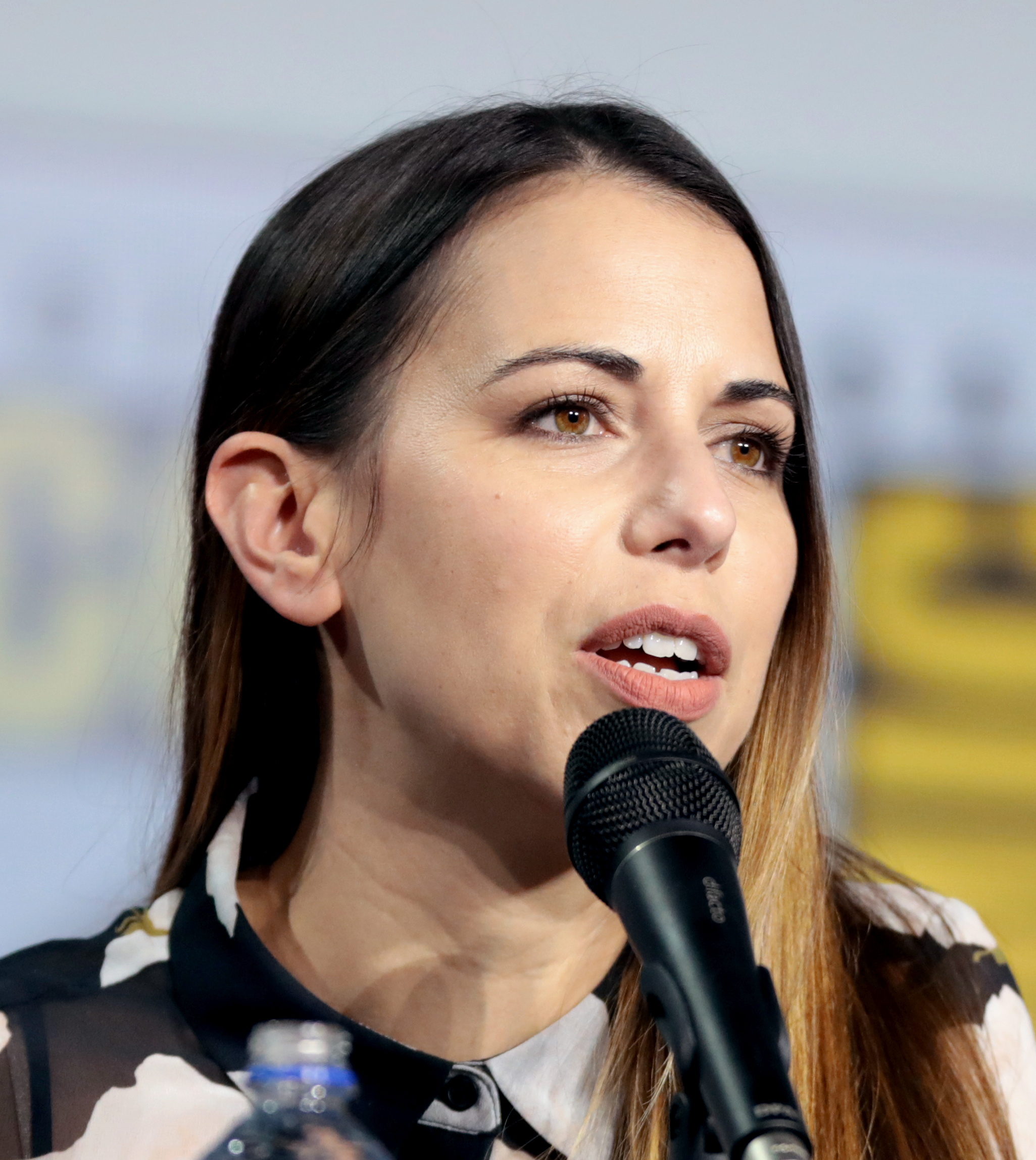
لورا بیلی برنده بهترین عملکرد شخصیت در نقش ابی در آخرین بازمانده از ما قسمت ۲.

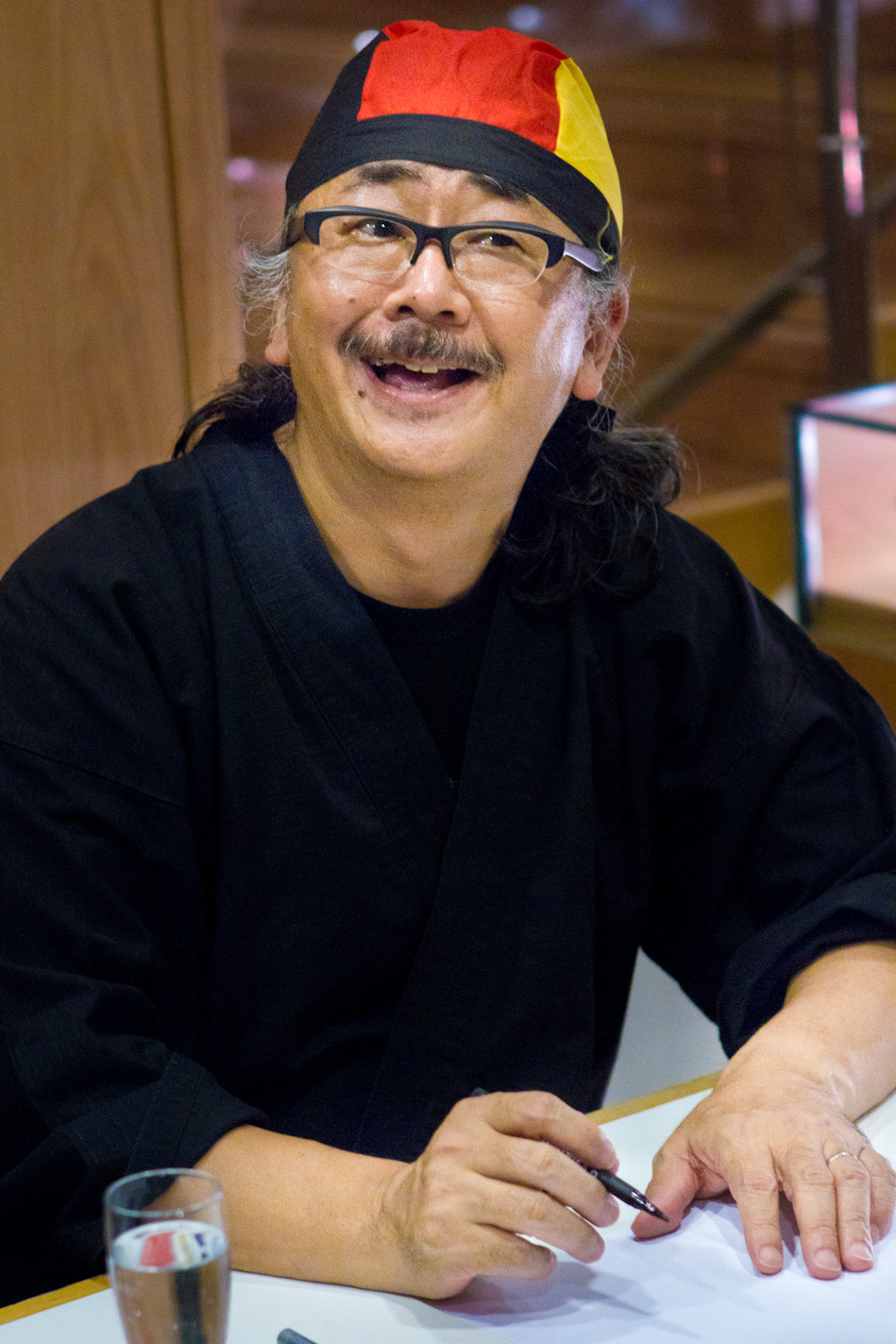
نوبوو اوئماتسو برنده بهترین موسیقی برای فاینال فانتزی ۷ بازساخته‌شده.

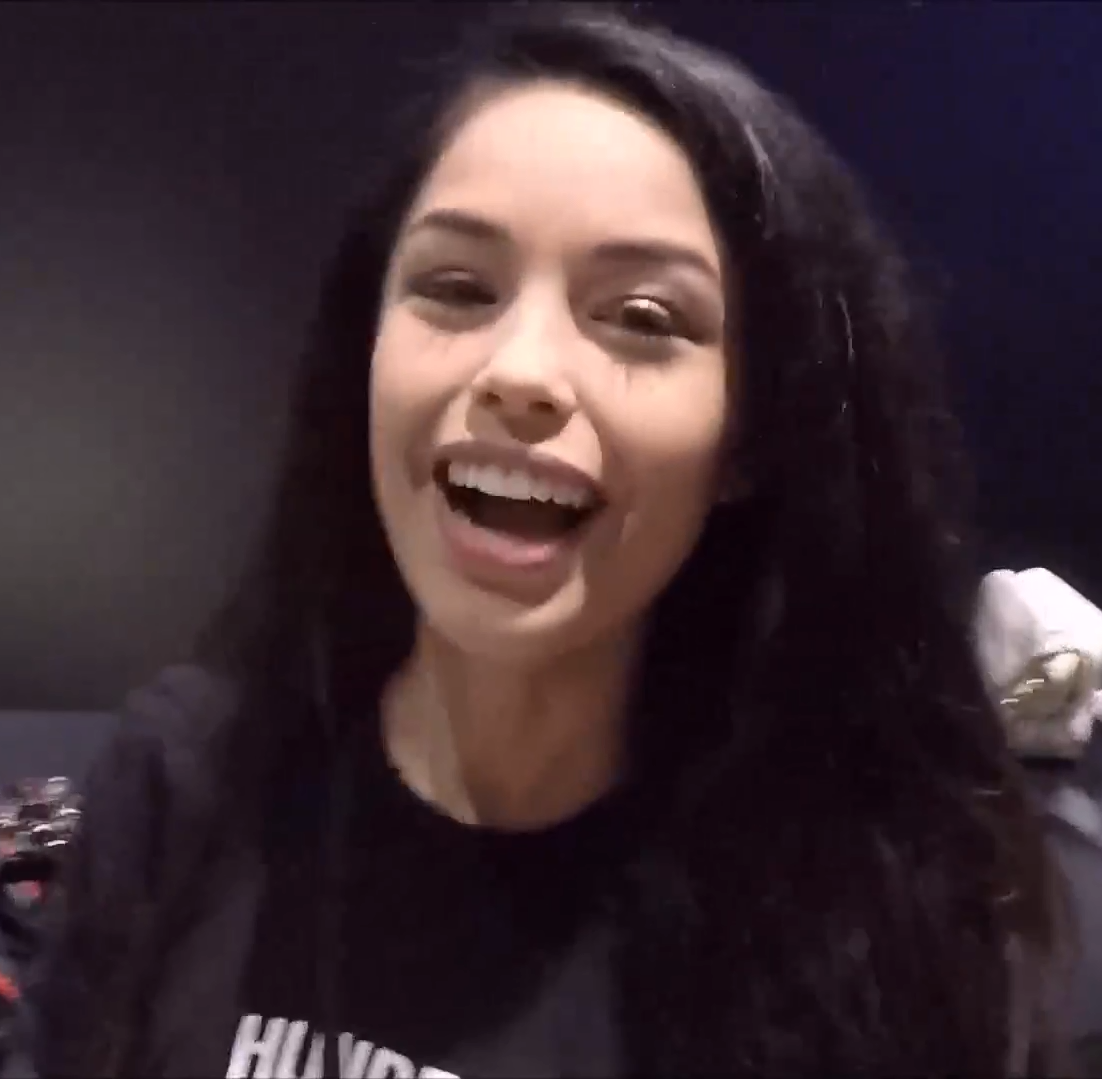
والکری برنده بهترین محتوا ساز سال.

| - آخرین بازمانده از ما قسمت ۲ – ناتی داگ/سونی اینتراکتیو انترتینمنت - انیمال کراسینگ: افق‌های جدید – نینتندو - دوم اترنال – اید سافت‌ویر/بتزدا سافت‌ورکز - فاینال فانتزی ۷ بازساخته‌شده – اسکوئر انیکس - شبح تسوشیما – ساکر پانچ پروداکشنز/سونی اینتراکتیو انترتینمنت - هادس – سوپرجاینت گیمز  | - آخرین بازمانده از ما قسمت ۲ – ناتی داگ/سونی اینتراکتیو انترتینمنت - فاینال فانتزی ۷ بازساخته‌شده – اسکوئر انیکس - شبح تسوشیما – ساکر پانچ پروداکشنز/سونی اینتراکتیو انترتینمنت - هادس – سوپرجاینت گیمز - نیمه‌عمر: الیکس – شرکت ولو |
| بهترین بازی آنلاین | بهترین داستان |
| - آسمان هیچ‌کس – هلو گیمز - اسطوره‌های اپکس – رسپاون اینترتینمنت/الکترونیک آرتس - سرنوشت ۲ – بانجی - ندای وظیفه: منطقه جنگی – اینفینیتی وارد/ریون سافتور/اکتیویژن - فورتنایت – اپیک گیمز | - آخرین بازمانده از ما قسمت ۲ – نیل دراکمن و هیلی گراس - ۱۳ نگهبان – جرج کمیتانی - فاینال فانتزی ۷ بازساخته‌شده – کازوشیگه نوجیما - شبح تسوشیما – یان رایان - هادس – گرگ کاساوین |
| بهترین کارگردان هنری | بهترین موسیقی |
| - شبح تسوشیما – ساکر پانچ پروداکشنز/سونی اینتراکتیو انترتینمنت - فاینال فانتزی ۷ بازساخته‌شده – اسکوئر انیکس - هادس – سوپرجاینت گیمز - اوری و اراده خردمندان – اکس‌باکس گیم استودیوز - آخرین بازمانده از ما قسمت ۲ – ناتی داگ/سونی اینتراکتیو انترتینمنت                                     | - فاینال فانتزی ۷ بازساخته‌شده – نوبوو اوئماتسو - دوم اترنال – میک گوردن - هادس – درن کورب - اوری و اراده خردمندان – گریس کوکر - آخرین بازمانده از ما قسمت ۲ – گوستاوو سانتائولایا |
| بهترین طراحی صدا | بهترین عملکرد |
| - آخرین بازمانده از ما قسمت ۲ – ناتی داگ/سونی اینتراکتیو انترتینمنت - دوم اترنال – اید سافت‌ویر/بتزدا سافت‌ورکز - نیمه‌عمر: الیکس – شرکت ولو - شبح تسوشیما – ساکر پانچ پروداکشنز/سونی اینتراکتیو انترتینمنت - رزیدنت ایول ۳ – کپ‌کام                                                           | - لورا بیلی در نقش ابی – آخرین بازمانده از ما قسمت ۲ - اشلی جانسون در نقش الی – آخرین بازمانده از ما قسمت ۲ - دایسوکه تسوجی در نقش جین ساکای – شبح تسوشیما - لوگان کانینگهام در نقش هادس – هادس - ناجی جتر در نقش مایلز مورالز – مرد عنکبوتی: مایلز مورالس |
| تاثیر گذارترین بازی | بهترین بازی مستقل |
| - به من بگو چرا – دونت‌ناد انترتینمنت/اکس‌باکس گیم استودیوز - اگر یافتی... – دریمفیل/آناپورنا اینتراکتیو - کنتاکی روت زیرو –آناپورنا اینتراکتیو - تاکسی ارواح – تاندر لوتوس گیم - در میان تاریکی زمان – هندی گیمز                                                                            | - هادس – سوپرجاینت گیمز - لاشه – دیوولور دیجیتال - فال گایز – دیوولور دیجیتال - اسپلونکی ۲ – ماسموث - تاکسی ارواح – تاندر لوتوس گیم |
| بهترین بازی موبایل | بهترین بازی واقعیت مجازی |
| - میان ما – میان ما - ندای وظیفه: موبایل – اکتیویژن - گنشین ایمپکت – میهویو - افسانه رونترا – رایت گیمز - پوکمون کافه میکس – پوکمون کمپانی | - نیمه‌عمر: الیکس – شرکت ولو - دریمز – مدیا مولکول/سونی اینتراکتیو انترتینمنت - واقعیت مجازی مرد آهنی – سونی اینتراکتیو انترتینمنت - جنگ ستارگان: اسکادرانز –الکترونیک آرتس - مردگان متحرک: قدیسان و گناهکاران – اسکای‌دنس مدیا |
| بهترین بازی اکشن | بهترین بازی ماجراجویی |
| - هادس – سوپرجاینت گیمز - دوم اترنال – اید سافت‌ویر/بتزدا سافت‌ورکز - نیمه‌عمر: الیکس – شرکت ولو - نی‌او ۲ – تیم نینجا - شورش در شهر ۴ – داتیمو | - آخرین بازمانده از ما قسمت ۲ – ناتی داگ/سونی اینتراکتیو انترتینمنت - اساسینز کرید والهالا – یوبی‌سافت - شبح تسوشیما – ساکر پانچ پروداکشنز/سونی اینتراکتیو انترتینمنت - مرد عنکبوتی: مایلز مورالس – اینسامنیاک گیمز/سونی اینتراکتیو انترتینمنت - اری اند د ویل آو د وسپس – اکس‌باکس گیم استودیوز - جنگ ستارگان جدای: محفل سرنگون – رسپاون اینترتینمنت/الکترونیک آرتس |
| بهترین بازی نقش آفرینی | بهترین بازی مبارزه ای |
| - فاینال فانتزی ۷ بازساخته‌شده – اسکوئر انیکس - گنشین ایمپکت – می‌هویو - پرسونا ۵ – اتلوس/سگا - ویست‌لند ۳ - دیپ سیلور - یاکوزا: مثل یک اژدها – سگا | - مورتال کامبت ۱۱ (نسخه آلتیمیت) – ندررلم استودیوز/سرگرمی تعاملی برادران وارنر - گرنبلو فانتزی – سای گیم - مبارز خیابانی ۵ – کپ‌کام - وان پانچ من: قهرمانی که کسی نمیشناسدش – باندای نامکو انترتینمنت - در شب تولد – فرنچ برد/آرک سیستم ورک |
| بهترین بازی خانوادگی | بهترین بازی استراتژی |
| - انیمال کراسینگ: افق‌های جدید – نینتندو - کراش باندیکوت ۴: این درباره زمان است – اکتیویژن - فال گایز – دیوولور دیجیتال - ماریو کارت لایو: گردش خانه – نینتندو - ماینکرفت دانجنز – موجنگ/اکس‌باکس گیم استودیوز - پیپر ماریو: شاه اوریگامی – نینتندو                                          | - شبیه‌ساز پرواز مایکروسافت - اکس‌باکس گیم استودیوز - پادشاهان صلیبی ۳ – پارادوکس اینتراکتیو - دسپرادوس ۳ – تی‌اچ‌کیو - تاکتیک‌های چرخ‌دنده‌ها – اکس‌باکس گیم استودیوز - ایکسکام: جوخه شیمرا – ۲کی گیمز |
| بهترین بازی ورزشی | بهترین بازی چندنفره |
| - اسکیت باز حرفه ای تونی هاک ۱ + ۲ – اکتیویژن - دیرت ۵ – کدمسترز - فرمول یک ۲۰۲۰ – کدمسترز - ان‌بی‌ای ۲کا۲۱ – ۲کی گیمز - فیفا ۲۱ – الکترونیک آرتس کانادا/ای‌ای اسپورتس | - میان ما – میان ما - انیمال کراسینگ: افق‌های جدید – نینتندو - ندای وظیفه: منطقه جنگی – اینفینیتی وارد/ریون سافتور/اکتیویژن - فال گایز – دیوولور دیجیتال - ولورنت – رایت گیمز |
| مورد انتظار‌ترین بازی | بهترین نوآوری در قابلیت دسترسی |
| - الدن رینگ – فرام سافتور/باندای نامکو انترتینمنت - خدای جنگ: رگناروک - استودیو سنتا مونیکا/سونی اینتراکتیو انترتینمنت - هیلو اینفینیت – اکس‌باکس گیم استودیوز - هورایزن غرب ممنوعه – گوریلا گیمز/سونی اینتراکتیو انترتینمنت - رزیدنت ایول ویلیج – کپ‌کام - افسانه زلدا: نفس وحش ۲ - نینتندو | - آخرین بازمانده از ما قسمت ۲ – ناتی داگ/سونی اینتراکتیو انترتینمنت - اساسینز کرید والهالا – یوبی‌سافت - گراندد – اکس‌باکس گیم استودیوز - هایپردات – تریبه گیم - سگ‌های نگهبان: لژیون – یوبی‌سافت |
| محتواساز برتر | بهترین بازی از نظر مخاطبان |
| - والکری - الانا پیرس - جی-ان لوپز - نیکمرکس - تیم د تتمن | - شبح تسوشیما – ساکر پانچ پروداکشنز/سونی اینتراکتیو انترتینمنت - دوم اترنال – اید سافت‌ویر/بتزدا سافت‌ورکز - هیدیز – سوپرجاینت گیمز - مرد عنکبوتی: مایلز مورالس – اینسامنیاک گیمز/سونی اینتراکتیو انترتینمنت - آخرین بازمانده از ما قسمت ۲ – ناتی داگ/سونی اینتراکتیو انترتینمنت                                                                                     |

## بازی‌هایی با چندین نامزدی
| تعداد نامزدی ها | نام بازی                    |
| --------------- | --------------------------- |
| ۱۱              | آخرین بازمانده از ما قسمت ۲ |
| ۹               | هادس                        |
| ۸               | شبح تسوشیما                 |
| ۶               | فاینال فانتزی ۷ بازساخته‌شده |
| ۵               | دوم اترنال                  |
| ۴               | فال گایز                    |
| ۴               | نیمه‌عمر: الیکس              |
| ۳               | انیمال کراسینگ: افق‌های جدید |
| ۳               | مرد عنکبوتی: مایلز مورالس   |
| ۳               | فورتنایت                    |
| ۳               | اری اند د ویل آو د وسپس     |
| ۳               | ولورنت                      |
| ۲               | میان ما                     |
| ۲               | اسطوره‌های اپکس              |
| ۲               | اساسینز کرید والهالا        |
| ۲               | ندای وظیفه: منطقه جنگی      |
| ۲               | سرنوشت ۲                    |
| ۲               | گنشین ایمپکت                |
| ۲               | آسمان هیچ‌کس                 |
| ۲               | تاکسی ارواح                 |

| تعداد جوایز | نام بازی                    |
| ----------- | --------------------------- |
| ۷           | آخرین بازمانده از ما قسمت ۲ |
| ۲           | شبح تسوشیما                 |
| ۲           | میان ما                     |
| ۲           | فاینال فانتزی ۷ بازساخته‌شده |
| ۲           | هادس                        |